# Shūshin koyō
Shūshin koyō (終身雇用 lit. "empleo de por vida"?) es uno de los principios fundamentales en los que se basa el sistema laboral en Japón, comparable al concepto de empleo fijo o indefinido en otros países.

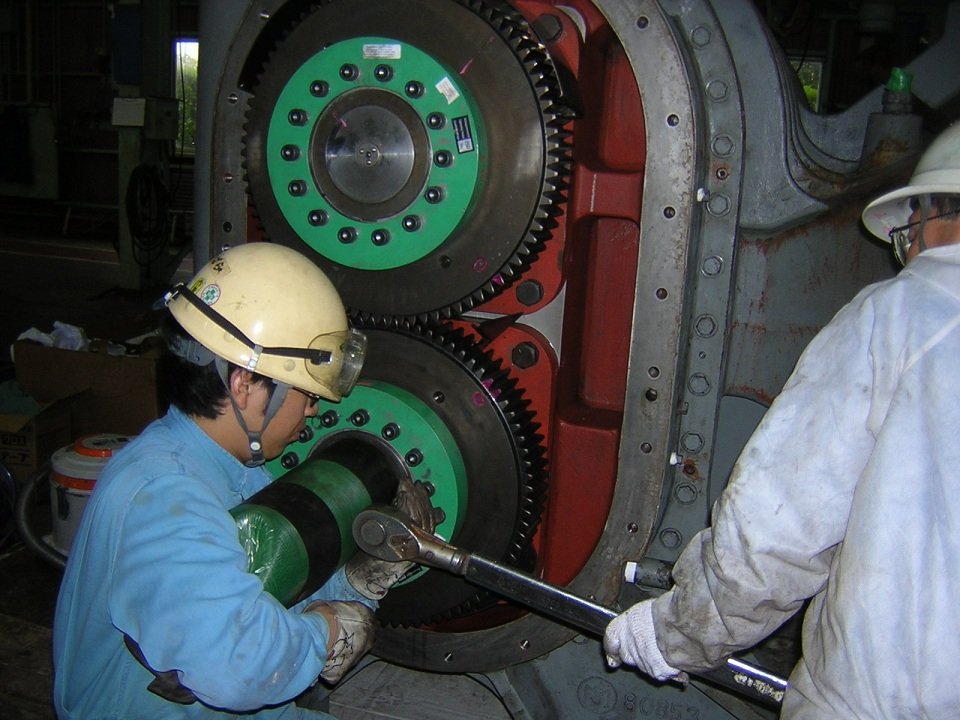
Trabajadores en Japón

Esta práctica, muy habitual en el periodo que va desde la Primera Guerra Mundial hasta los años del Milagro económico japonés, cayó en desuso tras el gobierno de Jun'ichirō Koizumi a principios de la década de los 2000.

## Historia
El concepto de shūshin koyō fue descrito por primera vez por el economista estadounidense James Abegglen en su libro The Japanese factory: Aspects of its social organization (1958), y desde entonces se ha considerado uno de los tres principios básicos en los que se basa el sistema laboral en Japón, junto con el 
nenkō joretsu (年功序列?  el sistema de carrera profesional basado en la antigüedad en la empresa) y el kigyō kumiai (企業組合?  según el cual un sindicato de empresa vela por los intereses de todos los empleados).

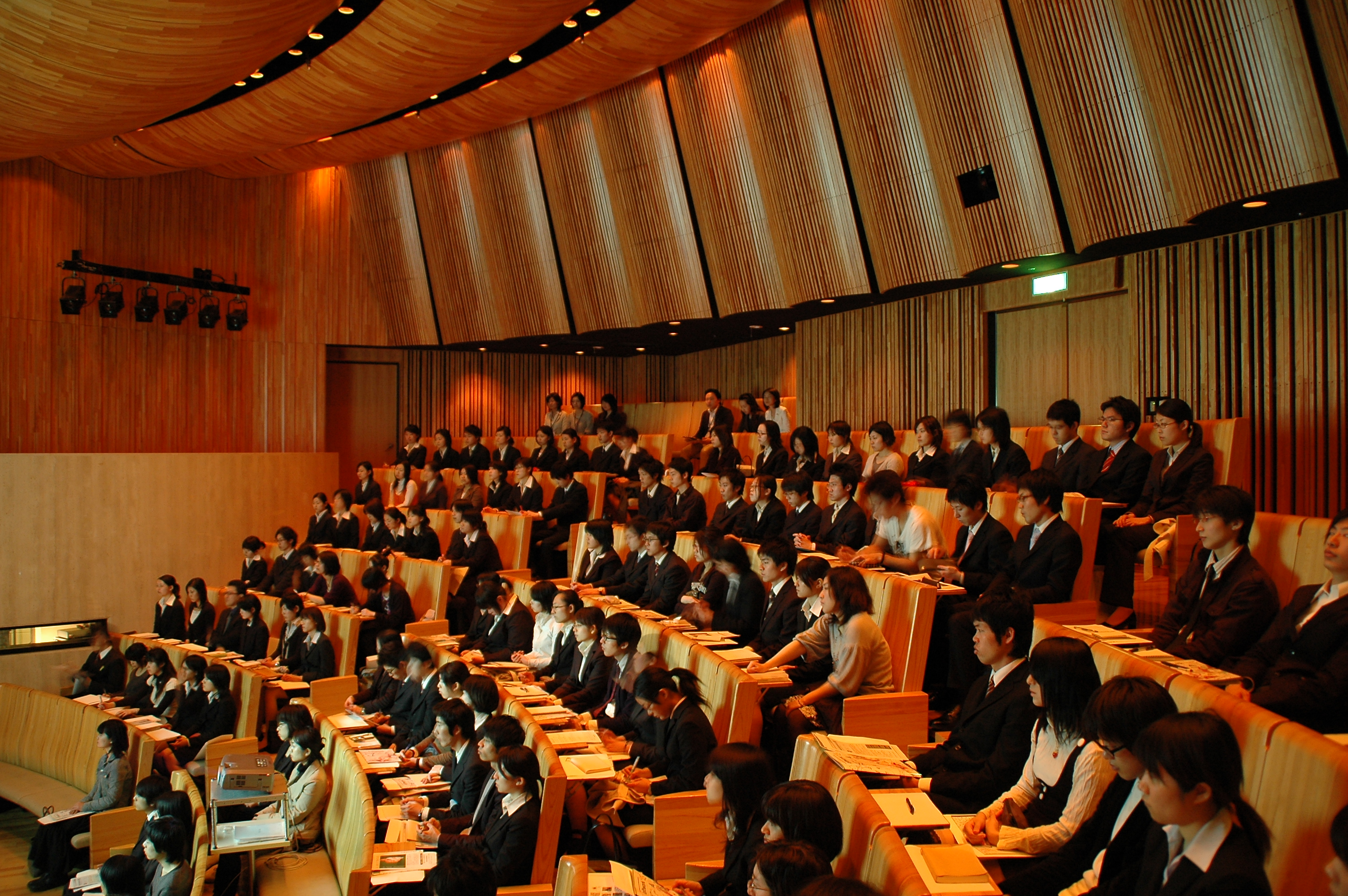
Una jornada informativa de empresa para recién graduados en Japón. Las grandes empresas japonesas suelen celebrar jornadas dirigidas únicamente a los estudiantes procedentes de determinadas universidades de prestigio.

A diferencia del concepto de empleo fijo existente en otros países, según el cual la relación entre la empresa y el empleado se limita al ámbito laboral, esta práctica da al trabajador japonés la sensación de formar parte de una "familia ampliada", en la que la empresa vela por las necesidades de sus empleados en diversos aspectos. El shūshin koyō implica que el empleado es contratado nada más graduarse y permanece en la misma empresa hasta que se jubile, en tanto que la empresa se compromete a respetar su contrato independientemente de la situación en la que se encuentre. De este modo, el empleado desarrolla un fuerte sentimiento de lealtad hacia la empresa, que a cambio le ofrece estabilidad laboral.
El significado y la evolución histórica de este concepto son fuente de debate entre los estudiosos. Aunque la mayoría lo reconoce como una piedra angular de la cultura empresarial del país y un símbolo de su cohesión como sociedad, para otros su aplicación efectiva se circunscribe al periodo comprendido entre la Primera Guerra Mundial y los años de crecimiento económico, cuando las grandes empresas japonesas no tenían necesidad de despedir a sus empleados.
La práctica del shūshin koyō resistió el estallido de la burbuja especulativa y la posterior crisis de los años 90, pero, tras el gobierno de Jun'ichirō Koizumi, ha caído en desuso. Las políticas económicas neoliberales se han traducido en la privatización de muchas empresas y agencias públicas, en el despido de los trabajadores de más edad y más caros, y en el aumento de los empleos a tiempo parcial. A causa de la larga recesión y la crisis financiera de 2007-2010, muchas empresas han abandonado la práctica del shūshin koyō y han empezado a aplicar despidos colectivos.
Sin embargo, los despidos a gran escala siguen estando limitados por la legislación y constituyen una especie de tabú en Japón. Muchas grandes empresas, como Sony, Panasonic, NEC y Toshiba, afrontan esta situación implementando programas de jubilación voluntaria y ofreciendo a los empleados superfluos tareas especiales con mínimas responsabilidades laborales hasta que decidan renunciar. En 2013, el gobierno japonés, encabezado por el primer ministro Shinzō Abe, comenzó a estudiar la posibilidad de relajar las restricciones al despido.